# Normandische invasie van Ierland
De Normandische invasie van Ierland nam in fases plaats tijdens het einde van de twaalfde eeuw en leidde tot de Anglo-Normandische verovering van grote delen Iers grondgebied. In die tijd bestond Keltisch Ierland uit diverse koninkrijken met een hoge koning aan het hoofd. De Normandische invasie was een keerpunt in de geschiedenis van Ierland en was het begin van meer dan 800 jaar rechtstreeks Britse bemoeienis in Ierland.
In mei 1169 landden Anglo-Normandische huurlingen in Ierland op verzoek van Diarmait Mac Murchada (Dermot MacMurragh), de afgezette koning van Leinster, die hun hulp had gevraagd bij het herwinnen van zijn koninkrijk. Diarmait en de Normandiërs namen Leinster binnen enkele weken in en lanceerden vervolgens aanvallen op naburige koninkrijken. Deze militaire interventie had de steun van koning Hendrik II van Engeland en de goedkeuring van paus Adrianus IV.
In de zomer van 1170 vonden er nog eens twee Normandische landingen plaats, beide geleid door de Anglo-Normandische graaf van Pembroke, Richard 'Strongbow' de Clare. Tegen mei 1171 had Strongbow Leinster onder zijn controle en de Noors-Ierse koninkrijken Dublin, Waterford en Wexford veroverd. Die zomer leidde Hoge Koning Ruaidrí Ua Conchobair (Rory O'Connor) een Ierse tegenaanval tegen de Normandiërs, die desalniettemin het grootste deel van het veroverde gebied wisten te behouden. In oktober 1171 landde Koning Hendrik met een groot leger in Ierland om de heerschappij over zowel de Anglo-Normandiërs en de Ieren te bemachtigen. De Normandische heren gaven het veroverde gebied aan Hendrik. Hij liet Strongbow Leinster als leen behouden en riep de steden uit tot kroondomein. Veel Ierse koningen onderwierpen zich aan hem, waarschijnlijk in de hoop dat hij de Normandische expansie zou remmen. Hendrik gaf echter het nog niet veroverde koninkrijk Meath aan Hugh de Lacy. Na Hendriks vertrek in 1172 ging de Normandische expansie en daaropvolgende Ierse tegenaanvallen verder.
Het Verdrag van Windsor uit 1175 erkende Hendrik als heerser van het veroverde gebied en Ruaidrí als heerser over de rest van Ierland, waarbij Ruaidrí trouw zwoer aan Hendrik. Het verdrag hield echter niet lang stand. De Anglo-Normandische heren bleven Ierse koninkrijken aanvallen en zij vielen op hun beurt de Normandiërs aan. In 1177 vormde Hendrik een nieuw beleid. Hij riep zijn zoon Jan uit tot 'heer van Ierland' (het hele land) en gaf de Normandische heren toestemming meer land te veroveren. Het gebied dat zij in bezit hadden werd de heerlijkheid Ierland en onderdeel van het Angevijnse Rijk. De grotendeels succesvolle invasie werd toegedicht aan een aantal factoren, zoals de Normandische militaire superioriteit, een gebrek aan verenigd Iers verzet en de steun van de Katholieke Kerk voor Hendriks interventie.

## Achtergrond
In de 12e eeuw bestond Keltisch Ierland uit diverse koninkrijken, die elk uit kleinere koninkrijken bestonden. Aan de top stond de Hoge Koning, die cijns ontving van de andere koningen, maar hij bestuurde Ierland niet als een eenheidsstaat. De vijf havensteden Dublin, Wexford, Waterford, Cork en Limerick werden bewoond door de Noors-Ieren en kenden hun eigen heersers.
De Normandiërs hadden Engeland tussen 1066 en 1075 veroverd, waarbij alle graafschappen overgingen in Normandische handen. De bisdommen volgden na 1096. In 1072 sloten Normandische en Schotse heren het Verdrag van Abernathy, waarbij de Schotten landgoederen in Cumbria opgaven in ruil voor vrede. In de daaropvolgende decennia veroverden de Normandische heren grote delen van Zuid-Wales en vestigden ze daar hun eigen semionafhankelijke heerlijkheden. Volgens historicus John Gillingham ontstond er na de Normandische verovering een imperialistische houding binnen de nieuwe Engelse elite en zagen zij hun Keltische buren als minderwaardig en barbaars.
In september 1155 hield koning Hendrik II een raadsvergadering in Winchester. Volgens de kroniekschrijver Robert van Torigni besprak Hendrik daar plannen om Ierland binnen te vallen en het aan zijn broer Willem van Poitou te schenken. Hij stelde deze plannen uit op aandringen van zijn moeder, keizerin Mathilde van Engeland. 
Een deel van het initiatief voor de invasie was afkomstig van de Anglo-Normandische kerkleiders, waaronder Theobald van Bec, de aartsbisschop van Canterbury, die de Ierse kerk onder zijn gezag wilde brengen. Datzelfde jaar vaardigde paus Adrianus IV (de enige Engelse paus) de bul Laudabiliter uit, dat Hendrik toestemming gaf Ierland te veroveren als middel om de Gregoriaanse hervorming door te voeren in de Ierse kerk. In werkelijkheid hadden de Ierse kerkleiders regels aangenomen om de hervorming in te voeren, maar dit bleek een langzaam en moeilijk proces te zijn. De hervorming eiste de achterlating van eigenschappen van de Keltische samenleving die teruggingen tot de tijd voor de komst van het christendom en van gewoonten die eeuwenlang werden geaccepteerd door de kerk in Ierland. Deze gewoonten hadden betrekking tot het huwelijk, het celibaat, de sacramenten en het zeggenschap over kerkelijk landbezit.
Johannes van Salisbury, secretaris van de aartsbisschop van Canterbury, sprak in Rome over de 'barbaarse en goddeloze' bevolking van Ierland. In 1149 schreef de Franse abt Bernardus van Clairvaux een boek over St.-Malachias, waarin hij Ierland beschreef als barbaars en semi-heidens. Volgens historicus F.X. Martin was Ierland enkel en alleen 'barbaars' in de ogen van Bernardus omdat het 'haar eigen cultuur had behouden en buiten de Latijnse wereld was gebleven'. De beschrijving van Ierland door Johannes en Bernardus werd het gevestigde beeld in heel Europa, in plaats van de waarheid over de hervormingen. 

## Landingen van 1169

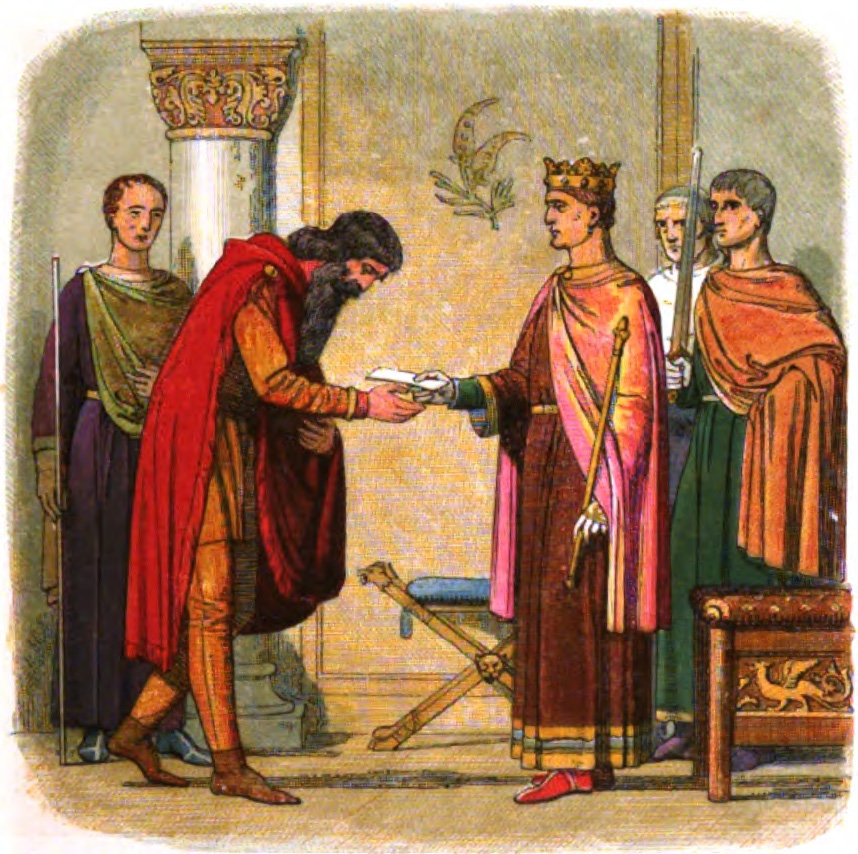
"Henry authorizes Dermod to levy forces", uit A Chronicle of England (1864) door James Doyle

In 1166 werd Diarmait Mac Murchada (Dermot MacMurragh) afgezet als koning van Leinster door een coalitie geleid door de Hoge Koning, Ruaidrí Ua Conchobair (Rory O'Connor) en de koning van Breffny, Tigernán Ua Ruairc (Tiernan O'Rourke). Het werd hem wel toegestaan eigenaar te blijven van zijn eigen grondgebied, Uí Ceinnselaig. 
Diarmait ontvluchtte Ierland en zocht de hulp van Hendrik II om zijn koninkrijk te herwinnen. Hendrik gaf Diarmait toestemming huurlingen te rekruteren en gaf zijn onderdanen het volmacht Diarmait te helpen. In ruil hiervoor zwoer Diarmait trouw aan Hendrik.
Diverse Anglo-Normandische heren wilden helpen: Richard de Clare (ook wel bekend als Strongbow), Robert FitzStephen, Maurice FitzGerald en Maurice de Prendergast. Diarmait gaf Strongbow zijn dochter Aoife als echtgenote en het koninkrijk Leinster na zijn overlijden. Hij beloofde Robert en Maurice de stad Wexford en de omliggende gebieden. Volgens de Ierse wet had Diarmait overigens geen enkel recht om dit te doen. Nu hij hun hulp had geregeld, keerde hij in 1167 terug naar Uí Ceinnselaig en wachtte hij op de komst van de huurlingen.
Op 1 mei 1169 landden Robert FitzStephen en Maurice de Prendergast bij de Bannowbaai aan de zuidkust van Leinster met een leger bestaande uit 40 ridders, 60 voetsoldaten en 360 boogschutters. Deze troepen voegden zich samen met de 500 man van Diarmait. Zij begonnen met de verovering van Leinster en de gebieden waarvan Diarmait claimde eigendom te hebben. Eerst belegerden ze de Noors-Ierse havenstad Wexford, dat zich na twee dagen overgaf. Vervolgens plunderden ze de gebieden ten noorden van Leinster, die geweigerd hadden zich te onderwerpen aan Diarmait. Ook vielen ze het naburige koninkrijk Ossory aan, waarbij ze het leger van koning Donnchad Mac Gilla Patraic (Donagh MacGillapatrick) versloegen tijdens de slag om Achad Úr. Donnchad wist zijn troepen echter in goede orde terug te trekken en bleef zich verzetten.
Als reactie op de landing leidde Hoge Koning Ruaidrí een leger naar Leinster om het op te nemen tegen Diarmait en de Normandiërs. Dit leger bevatte eenheden uit Connacht, Breffny, Meath en Dublin, elk onder leiding van hun eigen koningen. Bij Ferns kwam men tot een akkoord. Diarmait werd erkend als koning van Leinster en in ruil hiervoor zou hij zijn buitenlandse bondgenoten wegsturen en Ruadrí erkennen als Hoge Koning. Om zijn gehoorzaamheid af te dwingen, gaf Diarmait gijzelaars aan Ruaidrí, waaronder zijn zoon.
Diarmait was echter van plan zijn Anglo-Normandische bondgenoten te gebruiken om zichzelf te kronen tot Hoge Koning. Kort na het Verdrag van Ferns landde Maurice FitzGerald met 10 ridders, 30 boogschutters te paard en 100 boogschutters bij Wexford. Daarna marcheerden Maurice en Diarmait noordwaarts en plunderden ze de omgeving van Dublin.

## Strongbows invasie van 1170

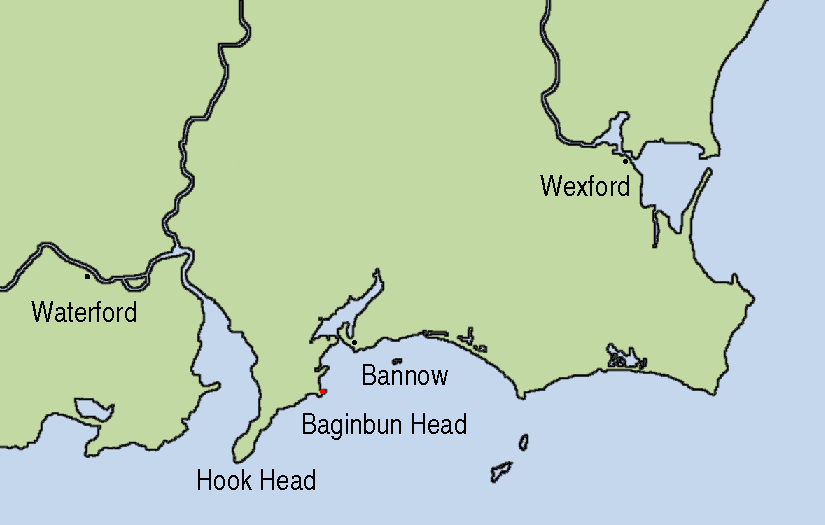
Een kaart met de locaties van Bannow, Baginbun, Wexford and Waterford

In mei 1170 kwam Raymond FitzGerald aan land in het gezelschap van tien ridders en zeventig boogschutters. Zij vormden de voorhoede voor Strongbows leger en zouden een springplank moeten vormen voor een aanval op Waterford. Raymonds leger bezette een op een klif gelegen fort bij Baginbun en plunderde het omliggende platteland. Zij werden vervolgens belegerd door een veel groter leger Ieren en Noren. De in de minderheid zijnde Anglo-Normandiërs dreven een grote kudde vee door het vijandige leger. In de daaropvolgende chaos wisten de Normandiërs hun belegeraars op de vlucht te jagen, waarbij ze 500 man doodden en namen ze er 70 gevangen. Deze gevangenen werden geëxecuteerd door het breken van hun ledematen, het afhakken van hun hoofd en het in zee dumpen van hun lichamen.
Op 23 augustus landde Strongbow bij Passage East met ten minste 200 ridders en duizend voetsoldaten. Zij sloten zich aan bij Raymonds troepenmacht en vielen Waterford aan. De stadsmuren werden uiteindelijk beslecht en bij de zware gevechten in de straten vielen zeker 700 doden onder de verdedigers. Diarmait en de andere Normandische commandanten arriveerden na de gevechten in Waterford en daar trouwde Strongbow met Diarmaits dochter, Aoífe.
De Normandiërs en Diarmait hielden een oorlogsraad in Waterford en besloten daar Dublin in te nemen. Hoge koning Ruaidrí stelde echter een groot leger op in de buurt van Dublin om hen te onderscheppen. Behalve soldaten uit Connacht, bevatte het ook troepen uit Breffny (geleid door Koning Tigernán), Meath (geleid door koning Máel Sechlainn) en Oriel (geleid door Koning Murchad Ua Cerbaill). De Normandiërs en Diarmait wisten hen echter te omzeilen door via de Wicklow Mountains te trekken. Daarmee dwongen ze Ruaidrí's leger de plannen aan te passen.
Nadat ze bij Dublin waren aangekomen, begon Diarmait met haar koning, Ascall mac Ragnaill (Ascall MacRannall), te onderhandelen. Op 21 september, terwijl de besprekingen nog plaatsvonden, bestormde een leger Normandiërs onder Miles de Cogan en Raymond FitzGerald de stad en nam het in. Ascall en zijn volgers vluchtten in hun schepen maar zwoeren de stad te heroveren. Strongbow en Diarmait lanceerden vervolgens een verwoestende veldtocht door Meath en Breffny, waarbij ze diverse kloostersteden in brand staken. Als gevolg van deze schendingen van hun akkoord van Ferns liet Ruaidrí drie gijzelaars executeren, waaronder Diarmaits zoon.

### Ierse tegenaanval van 1171
Diarmait keerde terug naar Ferns en stierf daar plotseling in mei 1171. Strongbow riep zich daarop uit tot koning van Leinster. Dit ging echter in tegen de Keltische wetten en zijn claim werd bestreden door Diarmaits broer Murchad.
Kort na Diarmaits dood kregen de Anglo-Normandiërs te maken met een algehele opstand, zowel vanuit Leinster als de omliggende gebieden. De Ieren uit Desmond lanceerden een verwoestende aanval op het door de Normandiërs bezette Waterford. Rond dezelfde tijd landde een Noors-Keltisch leger, aan boord van een vloot van minstens zestig schepen, bij Dublin. Geleid door Ascall probeerden ze de stad te heroveren, maar de aanval werd afgeslagen door de troepen van de Cogan. Ascall werd daarbij gevangen genomen en in het openbaar geëxecuteerd.
Een groot leger, geleid door Ruaidrí, omsingelde Dublin. Het bestond uit troepen uit het grootste deel van de Ierse koninkrijken. Bovendien blokkeerde een Noors-Keltische vloot van 30 schepen de haven van Dublin. Robert FitzStephen stuurde zijn beste troepen vanuit Wexford om het Anglo-Normandische garnizoen van Dublin te helpen. Vervolgens werden de overgebleven troepen in Wexford aangevallen en verdreven. De Normandiërs vluchtten naar een militair kamp bij het nabijgelegen Carrick, waar ze werden belegerd. Ondertussen duurde de belegering van Dublin twee maanden. Er vonden diverse schermutselingen plaats, maar de Ieren vonden het best om de Normandiërs uit te hongeren.
Met zowel Dublin als Carrick onder beleg, besloten Strongbow en zijn raadgevers om te onderhandelen. Strongbow stelde voor dat als de Anglo-Normandiërs mochten behouden wat ze tot dusver hadden veroverd, dat zij Ruaidrí zouden erkennen als hun opperheer. Ruaidrí reageerde dat hij de Anglo-Normandiërs enkel zou toestaan Dublin, Wexford en Waterford te behouden. Dit was onacceptabel voor Strongbow. Een Normandische legereenheid wist Dublin te ontglippen en voerden een verrassingsaanval uit op Ruaidrí's kamp bij Castleknock. De Normandiërs wisten honderden soldaten te doden, waarvan velen aan het slapen waren, en voorraden te stelen. Na deze nederlaag trok het Ierse leger zich terug. In de tussentijd had FitzStephen zich bij Carrick overgegeven aan de Noors-Ieren. Toen ze echter hoorden dat Strongbow onderweg was, staken ze Wexford in brand en trokken ze zich terug naar een eiland voor de kust met FitzStephen als gijzelaar.

## Hendriks invasie van 1171

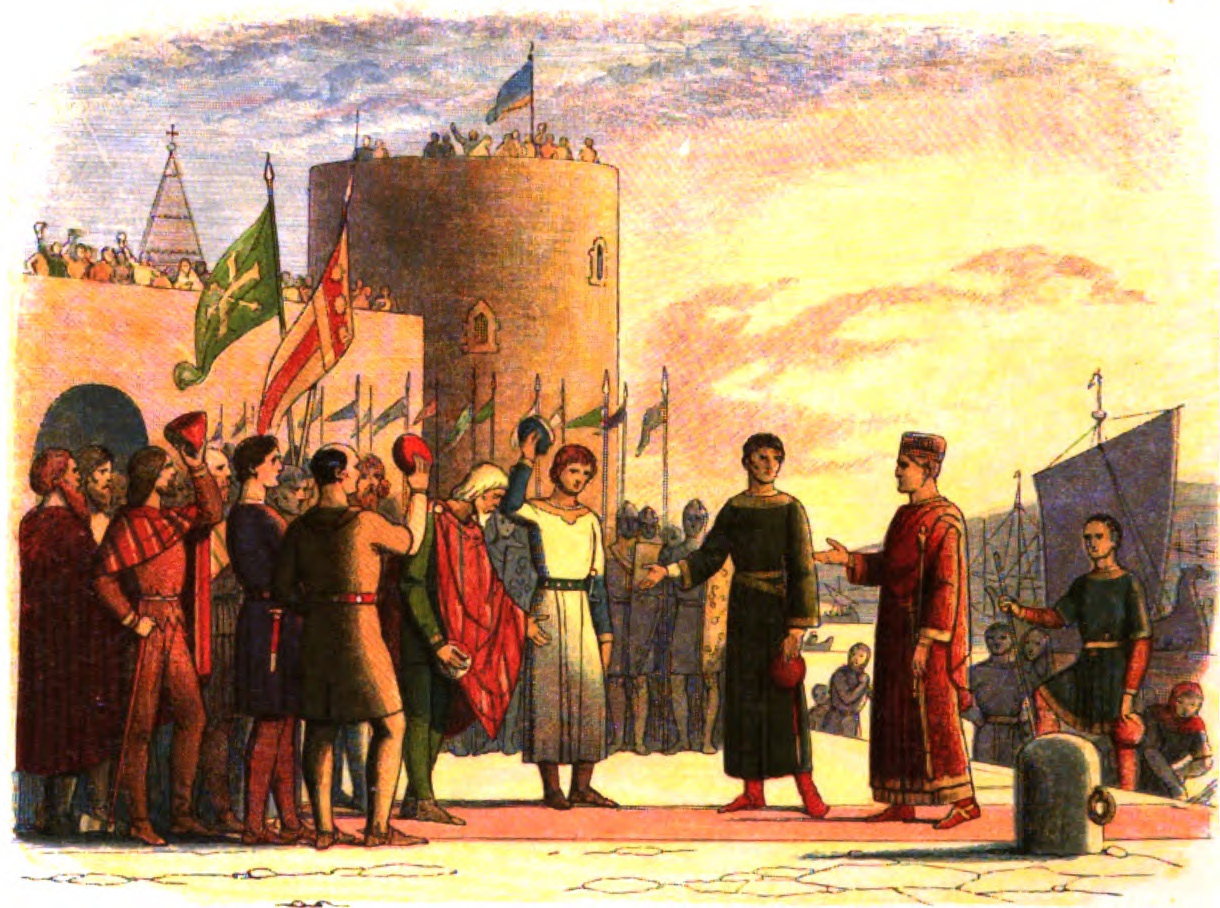
"Henry at Waterford", uit A Chronicle of England (1864) by James Doyle

In september 1171 had Hendrik besloten zelf een militaire expeditie naar Ierland te leiden. Hij wilde zowel de Normandische krijgsheren als de Ieren onder zijn controle brengen. Hendrik vreesde dat Strongbow een onafhankelijk koninkrijk in Ierland wilde vestigen, maar Strongbows daden waren enkel een aanleiding voor Hendriks invasie. Historicus Peter Crooks schrijft: "Net als zijn voorgangers wilde Hendrik II maar al te graag Ierland aan zijn rijk toevoegen." Hendrik wilde volgens de middeleeuwse kroniekschrijver Willem van Newburgh de glorie van de verovering en de opbrengsten daarvan voor zichzelf. 
Op 11 oktober 1171 landde Koning Hendrik bij Waterford met een groot leger van ten minste 500 ridders en 4.000 voetsoldaten en boogschutters. Hij had ook een aantal belegeringstorens meegenomen. Dit was de eerste keer dat een koning van Engeland voet op Ierse bodem had gezet en markeerde het begin van eeuwenlang Engels bestuur in Ierland.
De Normandische krijgsheren bevestigden hun loyaliteit aan Hendrik en gaven het door hen veroverde gebied aan hem. De koning liet Strongbow Leinster houden als leen en riep Dublin, Wexford en Waterford uit tot kroondomeinen. Vijftien Ierse koningen en stamhoofden onderwierpen zich aan Hendrik in de hoop dat hij verdere Normandische agressie kon beteugelen. Onder hen die zich niet onderwierpen waren Ruaidrí en de koningen van Meath en de Noordelijke Uí Néill. Daarentegen vonden volgens de Annalen van Tigernach de onderwerpingen aan Hendrik II plaats in twee delen: eerst in Waterford door de koning van Desmond, en vervolgens in Dublin door de koningen van Leinster, Meath, Breifne, Airgíalla en Ulster.
Hendrik schonk Meath aan Hugh de Lacy, wat betekende dat de Lacy het gebied mocht houden als hij het kon veroveren. Begin 1172 gaf Hendrik de Lacy toestemming om Meath binnen te trekken, waar hij de kloostersteden Fore en Killeigh plunderden en platbrandden. Hendrik stelde ook Dublin ter beschikking aan kolonisten uit Bristol. Veel van de Noors-Ieren werden hierdoor gedwongen zich buiten de stadsmuren te vestigen, in wat bekend zou komen te staan als Oxmantown.
De Ierse kerkleiders onderwierpen zich ook aan Hendrik, omdat zij dachten dat zijn interventie voor meer politieke stabiliteit zou zorgen. Hendrik gebruikte daarmee de kerk als middel voor zijn militaire veroveringen. Hij organiseerde de Synode van Cashel, waarmee de Ierse kerkelijke gewoontes gelijk werden geschakeld met de Engelse. Bovendien werden er nieuwe kloostergemeenschappen en ridderordes (zoals de Tempeliers) in Ierland geïntroduceerd. Paus Alexander III, de opvolger van paus Adrianus IV, ratificeerde de Laudabiliter en gaf Hendrik heerschappij over het 'barbaarse land' Ierland om ervoor te zorgen dat de Ierse kerk in overeenstemming werd gebracht en dat de Ieren hun belastingen aan Rome zouden betalen.
Hendrik vertrok op 17 april 1172 via Wexford uit Ierland. Sommige Engelse schrijvers, bijvoorbeeld Willem van Canterbury en Radulfus Niger, veroordeelden Hendriks militaire interventie als een 'vijandige invasie'. Een gedicht in het Welshe Zwarte Boek van Carmarthen beschreef dat Hendrik de zoute zee overstak om de vredige Ierse hoeves binnen te vallen, daarmee oorlog en verwarring veroorzakend. Kroniekschrijver Gerald van Wales voelde zich geroepen de vele klachten dat de koningen van Engeland Ierland illegaal in bezit hielden te weerleggen.

## Na Hendriks vertrek

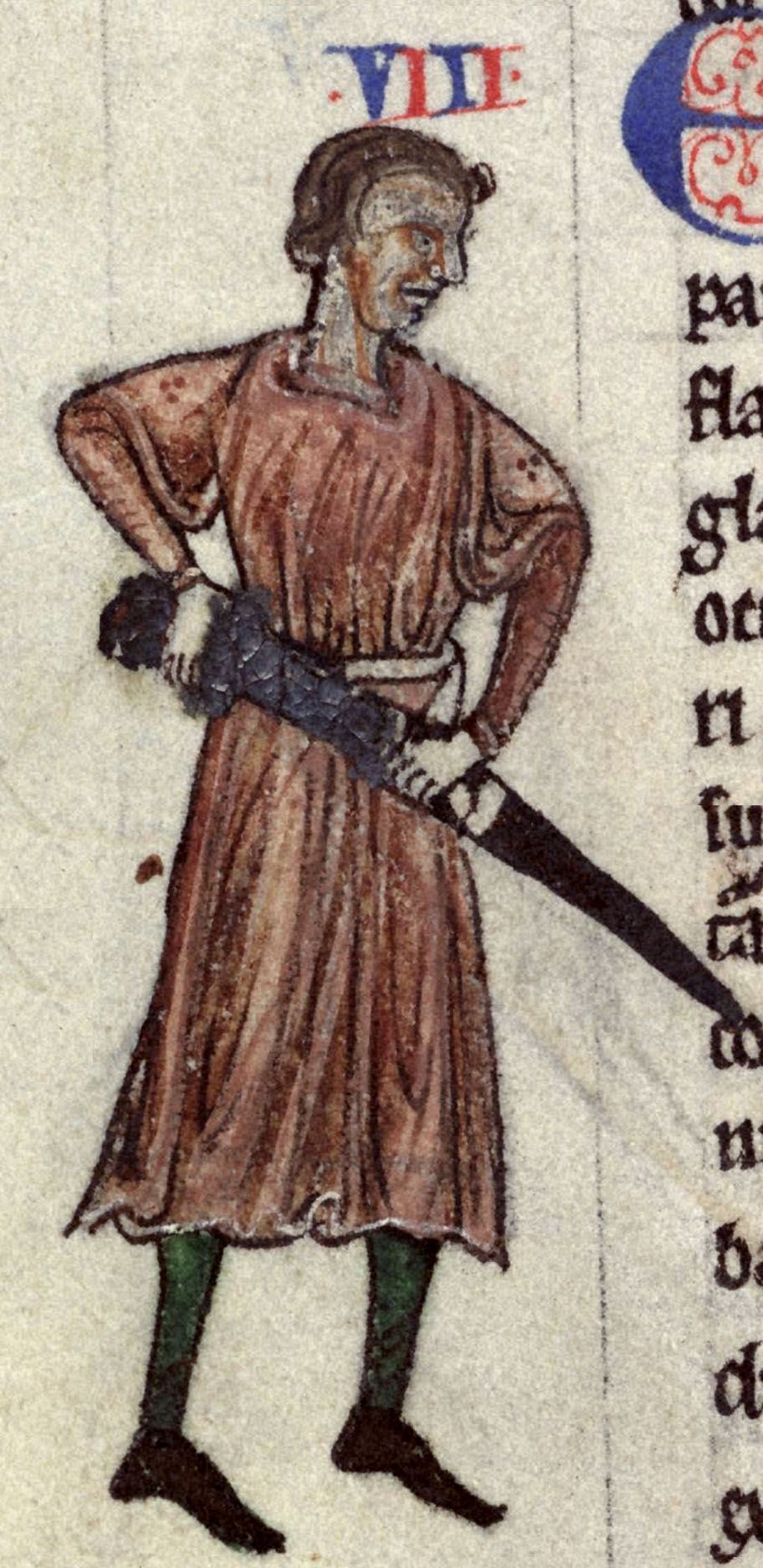
Een afbeelding van Raymond FitzGerald uit van Gerald van Wales' Expugnatio Hibernica

Kort nadat Hendrik Ierland had vertalen, viel Hugh de Lacy Meath binnen en werd hij opgewacht door Tigernán Ua Ruairc. De twee leiders ontmoetten elkaar op de Hill of Ward voor onderhandelingen. Tijdens de besprekingen ontstond er ruzie en de Lacy's mannen vermoordden Ua Ruairc. Zijn hoofd werd toen gespietst ten toon gesteld bij de poort van Dublin Castle. Strongbow viel in diezelfde periode Offaly binnen, maar kon het niet verslaan.
Begin 1173 verlieten veel Anglo-Normandische leiders Ierland om Hendrik te steunen tijdens de Opstand van 1173-1174. Toen Raymond FitzGerald later dat jaar terugkeerde, leidde hij een succesvolle plunderaanval op het koninkrijk van de Déisi, via zowel land als zee. Maar omdat hun koning zich had onderworpen aan Hendrik, zou het uitgesloten moeten zijn van een aanval. De Normandische aanval op het kloosterdorp Lismore werd onderbroken door een Noors-Ierse vloot uit Cork. Na het gevecht op zee trokken de Normandiërs zich terug op Waterford. FitzGerald keerde toen vanwege de dood van zijn vader terug naar Wales.
Eind 1173 viel Diarmait Mac Murchada's zoon Domhnall Caomhánach (Donal Cavanagh) Strongbows troepen in Leinster aan, waarbij hij 200 soldaten wist te doden. Op hetzelfde moment verdreef een Iers leger uit Thomond en Connacht onder Domnall Ua Briain (Donal O'Brian) de Normandiërs uit Kilkenny en vernietigde hij Strongbows mottekasteel aldaar. Strongbow reageerde door begin 1174 met zijn leger naar Thomond te trekken en vanaf daar richting Limerick. Bij Thurles versloegen Domnall Ua Briains troepen de voorhoede van Strongbow, waarbij honderden soldaten de dood vonden en hem daardoor dwong zijn opmars naar Limerick af te breken.
De Normandische greep op Ierland leek af te brokken en in de woorden van Gerald van Wales "greep de hele bevolking van Ierland deze wanorde aan om in opstand te komen tegen de Engelsen." Kort na de Normandische nederlaag bij Thurles kwamen de Noors-Ieren in Waterford in opstand en vermoordden ze het 200-man sterke Normandische garnizoen. Ruaidrí verzamelde een leger en trok Meath binnen, waarbij hij de kastelen bij Trim en Duleek vernietigde, alvorens door te stoten naar Dublin. De opmars van Ruaidrí's leger kwam echter ten einde toen Raymond FitzGerald bij Wexford aan land kwam met 30 ridders, 100 soldaten te paard en 300 boogschutters. 
In 1175 herbouwden de Anglo-Normandiërs hun kastelen in Meath en plunderden ze de provincie van Athlone in het westen en Drogheda in het oosten. Zij executeerden ook de Ierse koning van Meath, Magnus Ua Máel Sechlainn (Manus O'Melaghlin).

### Verdrag van Windsor en de Raad van Oxford
Op 6 oktober 1175 ondertekenden Hendrik II van Engeland en hoge koning Ruaidrí het Verdrag van Windsor. Het verdrag verdeelde Ierland in twee invloedssferen: Hendrik werd erkend als heerser van het door de Normandiërs bezette gebied en Ruaidrí werd erkend als heerser over de rest van Ierland. Ruaidrí zwoer ook trouw aan Hendrik en beloofde hem jaarlijks cijns te betalen in de vorm van koeienhuiden. 
Het Verdrag van Windsor viel echter snel uiteen. Hendrik wilde of kon niet de Anglo-Normandische heren in het gareel houden en Ruaidrí was niet in staat alle Ierse koningen te controleren. De toenmalige Engelse historicus Willem van Newburgh schrijft: "De militaire bevelhebbers waren door Hendrik achtergelaten voor het besturen van deze veroverde provincie, vol met verlangen voor buit en repuatie, en wisten de grenzen van de hen gegeven gebieden steeds weer op te rekken." In april 1176 marcheerde een groot Anglo-Normandisch leger van Dublin naar het noordelijk gelegen koninkrijk Oriel, dat volgens het verdrag gevrijwaard had moeten blijven van aanvallen. De Ieren van Oriel wisten de Anglo-Normandiërs te verslaan en doodden 500 soldaten. Die zomer vielen de legers van Oriel en de noordelijke Uí Néill (onder Cenél nEógain (Kinel Owen)) Meath binnen, wat werd geleid door koning Mael Sechlainn Mac Lochlainn. Ze vernietigden het kasteel bij Slane en dwongen de Anglo-Normandiërs Galtrim, Kells en Derrypatrick te verlaten.
Strongbow stierf in mei 1176 en Hendrik stelde William FizAldelm aan als zijn nieuwe afgevaardigde in Ierland. Hij werd een jaar later vervangen door Hugh de Lacy.
In februari 1177 verliet John de Courcy Dublin met een troepenmacht van 22 ridders en 500 soldaten. De Courcy trok snel naar het noorden, het koninkrijk Ulaid binnen, en nam de stad Downpatrick in. De Ulaid, geleid door koning Ruaidrí Mac Duinnsléibe (Rory MacDunleavy) probeerden de stad te heroveren, maar werden na zware gevechten teruggedreven. 
Koning Hendrik hield in mei 1177 een raadsvergadering in Oxford, wat een verschil in het beleid voor Ierland zou betekenen. Hij riep zijn 10-jarige zoon Jan uit tot 'heer van Ierland' en was van plan hem tot koning van geheel Ierland te benoemen op het moment dat hij volwassen zou worden. Het door de Anglo-Normandiërs bezette deel van Ierland werd hierdoor het Heerlijkheid Ierland en maakte deel uit van het Angevijnse Rijk. Hendrik moedigde tevens de Anglo-Normandische heren aan meer gebied te veroveren. Hij schonk het koninkrijk Thomond aan Philip de Braose en gaf Desmond aan Robert FitzStephen en Miles de Cogan.
In de daaropvolgende maanden vielen de Anglo-Normandiërs de koninkrijken Desmond, Thomond en Connacht binnen, terwijl John de Courcy zijn verovering van Oost-Ulster voortzette.